# RA (álbum)
RA (estilizado como R∆) es el nombre del segundo disco de estudio del cantante estadounidense Simon Curtis. El álbum fue lanzado el 7 de junio de 2011 de forma independiente. El nombre del disco proviene de la abreviación de «Robot Army», nombre con el que se autodenomina su grupo de seguidores.
El disco está formado por catorce pistas. El disco, a la venta únicamente en formato digital, fue catalogado con advertencia por su contenido explícito. Los temas "Superhero" y "Flesh" fueron lanzados respectivamente el 16 y el 31 de mayo.
La crítica del álbum ha sido en general positiva, destacando un estilo similar al de Blackout de Britney Spears y The Tension and the Spark de Darren Hayes. La rabia, el resentimiento y la desilusión son considerados como motores centrales del disco, mostrando una faceta interior de Curtis "escribiendo desde la más privada vulnerabilidad". La portada, una fotografía de Tyler Shields con Curtis gritando en tonos rojos, representa esta visión, al igual que temas como Pite of vipers, D. T. M. y I hate U.
En su primera semana de ventas, y sin ninguna promoción de parte de un sello, RΔ llegó a la posición #17 en el ranking de álbumes Pop de iTunes en Estados Unidos y #82 en el ranking general. El álbum alcanzó también posiciones en los ranking Pop de otros países como Australia y México. Esa misma semana debutó en el lugar 19 de la lista Dance/Electronic Albums publicada por Billboard.

## Canciones
| R∆    |                                  |          |  |
| N.º   | Título                           | Duración |  |
| 1.    | «Laser guns up» (Explícito)      | 4:07     |  |
| 2.    | «Don't dance»                    | 3:09     |  |
| 3.    | «Superhero»                      | 3:22     |  |
| 4.    | «Pit of vipers»                  | 3:27     |  |
| 5.    | «D. T. M.»                       | 3:17     |  |
| 6.    | «Chip in your head»              | 2:39     |  |
| 7.    | «Flesh»                          | 4:20     |  |
| 8.    | «How to start a war»             | 3:48     |  |
| 9.    | «Get in line»                    | 3:44     |  |
| 10.   | «I hate U»                       | 3:21     |  |
| 11.   | «Joshua»                         | 3:24     |  |
| 12.   | «Soul 4 sale»                    | 3:38     |  |
| 13.   | «Enemy»                          | 3:04     |  |
| 14.   | «The Dark 2: Return to the dark» | 2:39     |  |
| 47:59 |                                  |          |  |